# Kapelhoek (Roeselare)
Kapelhoek is een gehucht in Beveren, een deelgemeente van de Belgische stad Roeselare.
Kapelhoek bevindt zich ten noordoosten van het centrum van Beveren. In het zuidoosten loopt de Krommebeek langs de bebouwing en in het noorden liggen de Huwynsbossen op het grondgebied van Lichtervelde.

## Geschiedenis
Het gehucht heeft zich ontwikkeld langs de Heirweg, die van Beveren naar Koolskamp loopt. Op de Ferrariskaart uit de jaren 1770 is de plaats aangeduid als het gehucht Capellehoeck. De Vandermaelenkaart uit de jaren 1840 duidt hier de historische hoeve Kapelle Goed aan (aan de huidige Baertsdreef, ook reeds getekend op de Ferrariskaart).
De inwoners van Kapelhoek beoefenden de thuisweverij. Omstreeks 1882 kwam er een stopplaats van de spoorlijn in de omgeving, en gingen de inwoners in de Gentse textielindustrie werken.
In 1968 werd een kerk gebouwd, de Sint-Catharinakerk. 

## Bezienswaardigheden en ontmoetingsplaatsen
- De Sint-Catharinakerk, een moderne kerk met betonskelet, en plattegrond in de vorm van een kokkel.
- Ondertussen is de kerk ontwijd. In 't Vincentje kan elke woensdagnamiddag en donderdagnamiddag tweedehandskledij en speelgoed gekocht worden voor een symbolische euro. De vrijwilligers zorgen voor een warm onthaal met een kopje koffie.
- In 2023 startte DC De Companie in de Kapelhoek een Dagcentrum voor jongvolwassenen met een beperking. Samen baten zij een buurtwinkel en koffiebar (namiddag) uit. Met DC De Companie is er opnieuw een plek waar de inwoners van de Kapelhoek elkaar op een laagdrempelig manier kunnen ontmoeten.

## Nabijgelegen kernen
Gits, Beveren, Lichtervelde, Koolskamp, Ardooie